# Nictinastia
Nictinastia è una risposta reversibile a stimoli luminosi che implica movimenti delle foglie, che si trovano aperte ed estese durante il giorno e ripiegate su sé stesse durante la notte. Le nictinastie sono state denominate movimenti del sonno. Si è concluso che servano alle piante per evitare la dispersione di calore quando diminuisce la radiazione, ma resta necessario approfondire questa interpretazione che, proposta da Charles Darwin nel 1881, non ha ancora trovato conferme definitive. Si osserva in maniera particolare nelle piante leguminose tropicali, che soffrono le intense escursioni termiche.
Le specie nictinastiche possiedono, alla base delle foglie, un pulvino responsabile del movimento; questo, di struttura circolare e flessibile, è formato da cellule estensori responsabili dell'apertura e cellule flessori responsabili della chiusura fogliare. Entrambi i tipi di cellula aumentano di dimensioni all'aumentare del turgore, producendo i cambiamenti descritti.
I mutamenti di turgore si devono a variazioni del potenziale osmotico dovute a movimenti ionici, fondamentalmente di potassio e cloro. Si producono, oltretutto, un'attività degli enzimi ATPasi e cambiamenti nelle concentrazioni di calcio intracellulare.
Il controllo nictinastico è una risposta alla luce rossa e blu e costituisce un ritmo circadiano nelle piante.